# NGC 3501
NGC 3501 é uma galáxia espiral (Sc) localizada na direcção da constelação de Leo. Possui uma declinação de +17° 59' 23" e uma ascensão recta de 11 horas, 02 minutos e 47,3 segundos.
A galáxia NGC 3501 foi descoberta em 23 de Abril de 1881 por Édouard Jean-Marie Stephan.